# 綏芬河

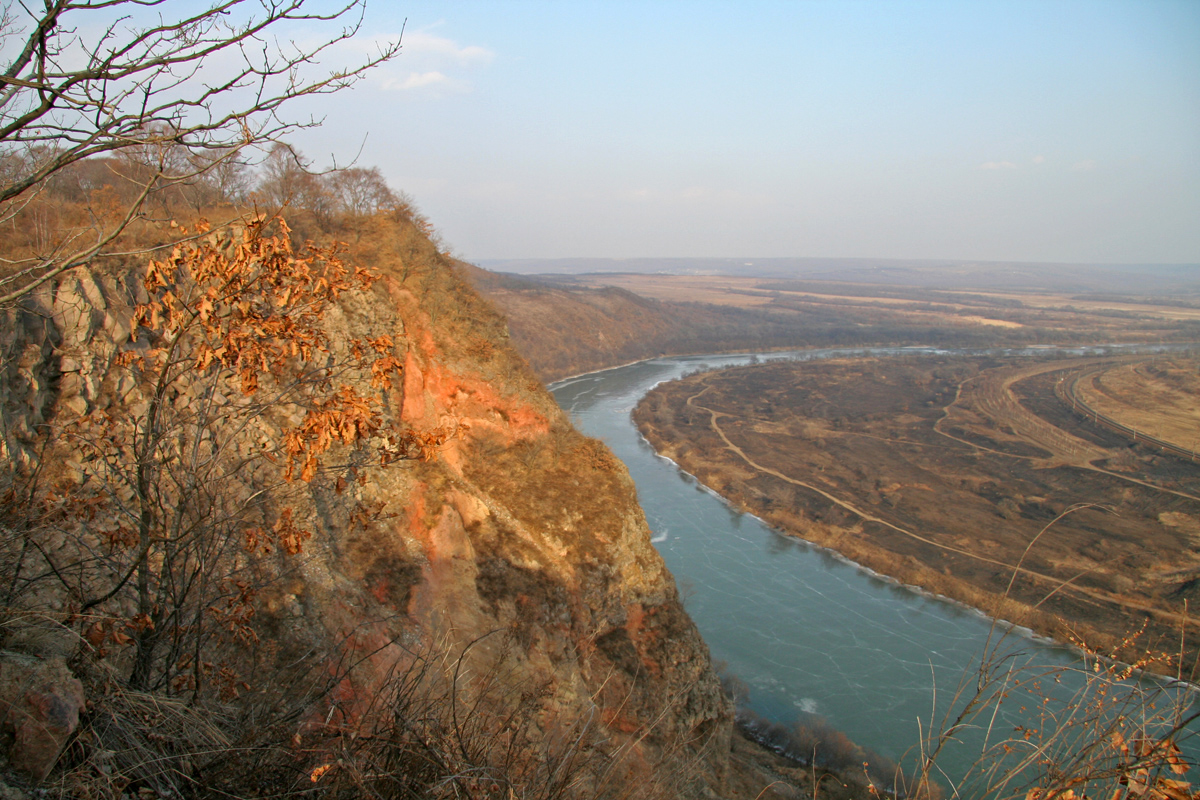
ロシア領内の綏芬河

綏芬河（すいふんが）は、水源を中国黒竜江省東南部、吉林省東部に持ち、東へ流れて、ロシア領内へ入り、ウスリースク近辺で南下して、ウラジオストク付近で日本海のピョートル大帝湾のウスリー湾側の奥に注ぐ川である。全長は242キロメートルで、そのうち191キロメートルがロシア側にあり、中ロ全体の流域面積は16,830平方キロメートルになる。
ロシアでも満州語起源のスイフン川として知られていたが、1959年の中ソ国境紛争以来中国語・満州語起源の土地名が駆逐されて、ラズドリナヤ川（広く荒れて流れる川というような意味）に変えられた。